# Praeapodroma obscura
Praeapodroma obscura là một loài bướm đêm trong họ Geometridae.